# Findlay Curtis
Findlay Curtis, né le 1er octobre 2006 à Glasgow, est un footballeur écossais qui évolue au poste d'ailier gauche au Rangers FC.

## Biographie

### Carrière en club
Findlay Curtis est formé par le Rangers FC, où il commence sa carrière professionnelle en championnat d'Écosse, après avoir signé son premier contrat professionnel à l'été 2022. Il joue son premier match avec l'équipe première du club le 19 janvier 2025, lors d'une victoire 5-0 en Coupe d'Écosse contre le club de Fraserburgh, se montrant déjà décisif après être entré en jeu,.
Le 23 juillet 2025, il joue son premier match de Ligue des champions, titularisé et buteur lors de la victoire 2-0 en qualification contre le Panathinaïkós.

## Palmarès
Rangers FC
- Championnat d'Écosse
  - Vice-champion en 2024-25